# Amisk
Amisk är en ort i Kanada.   Den ligger i provinsen Alberta, i den centrala delen av landet, 2 700 km väster om huvudstaden Ottawa. Amisk ligger 714 meter över havet och antalet invånare är 207.
Terrängen runt Amisk är platt. Runt Amisk är det glesbefolkat, med 17 invånare per kvadratkilometer.. Närmaste större samhälle är Hughenden, 6,7 km sydost om Amisk.
Trakten runt Amisk består till största delen av jordbruksmark.